# Anacamptis duquesnei
Anacamptis duquesnei är en orkidéart som först beskrevs av Heinrich Gustav Reichenbach, och fick sitt nu gällande namn av Ined. Anacamptis duquesnei ingår i släktet salepsrötter, och familjen orkidéer. Inga underarter finns listade i Catalogue of Life.